# Velké bílé bratrstvo
Velké bílé bratrstvo je název používaný v několika náboženských hnutích (teosofie, agni-jóga, Učení vzestoupených mistrů, ad.) k označení komunity jednotlivců, kteří údajně dosáhli dokončili pozemskou fázi vývoje (nebo jsou k tomu blízko) a nyní šíří své učení.  K popularizaci názvu došlo prostřednictvím činnosti E. P. Blavatské, dalšími byli např. Alice Bailey, Petar Danov, manželé Rerichovi, Guy Ballard, manželé Prophetovi, a další.

## Historie

### Teosofie

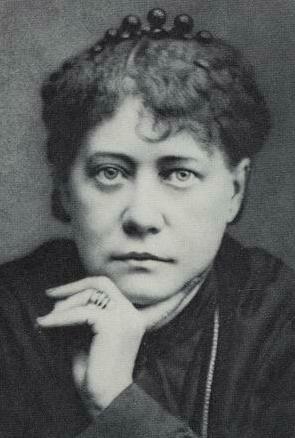
Helena Blavatská, zakladatelka Teosofické společnosti

Název „Velké bílé bratstvo“ byl rozšířen v druhé polovině 19. století zejména prostřednictvím činnosti Heleny Blavatské, považované za zakladatelku teosofie. Tvrdila, že její hlavní spisy jí byly telepaticky předány bratrstva: Mahátmy Morya a Kut Humi.
Jedním ze základních principů teosofie je víceúrovňový charakter evoluce lidstva odehrávající se jak na fyzické, tak na duchovní úrovni. Úkol k její podpoře je svěřen osvíceným jedincům, kteří jsou v učení nazýváni „mistry starověké moudrosti“.

### Učení vzestoupených mistrů
V 20. a 21. století byl pojem Velkého bílého bratrstva do značné míry rozšířen a popularizován prostřednictvím představitelů Učení vzestoupených mistrů (G. Ballarda, M. a E. C. Prophet, T. Mikušiny). Základ učení tvoří Poselství jménem Mistrů.